# Valencia ecológica
Se denomina valencia ecológica al campo o intervalo de tolerancia de una determinada especie respecto a un factor cualquiera del medio (como pueden ser la luz, la temperatura, la humedad, el pH o la concentración de fósforo, nitrógeno u otro elemento químico) que actúa como factor limitante.

## Especies eurioicas y estenoicas

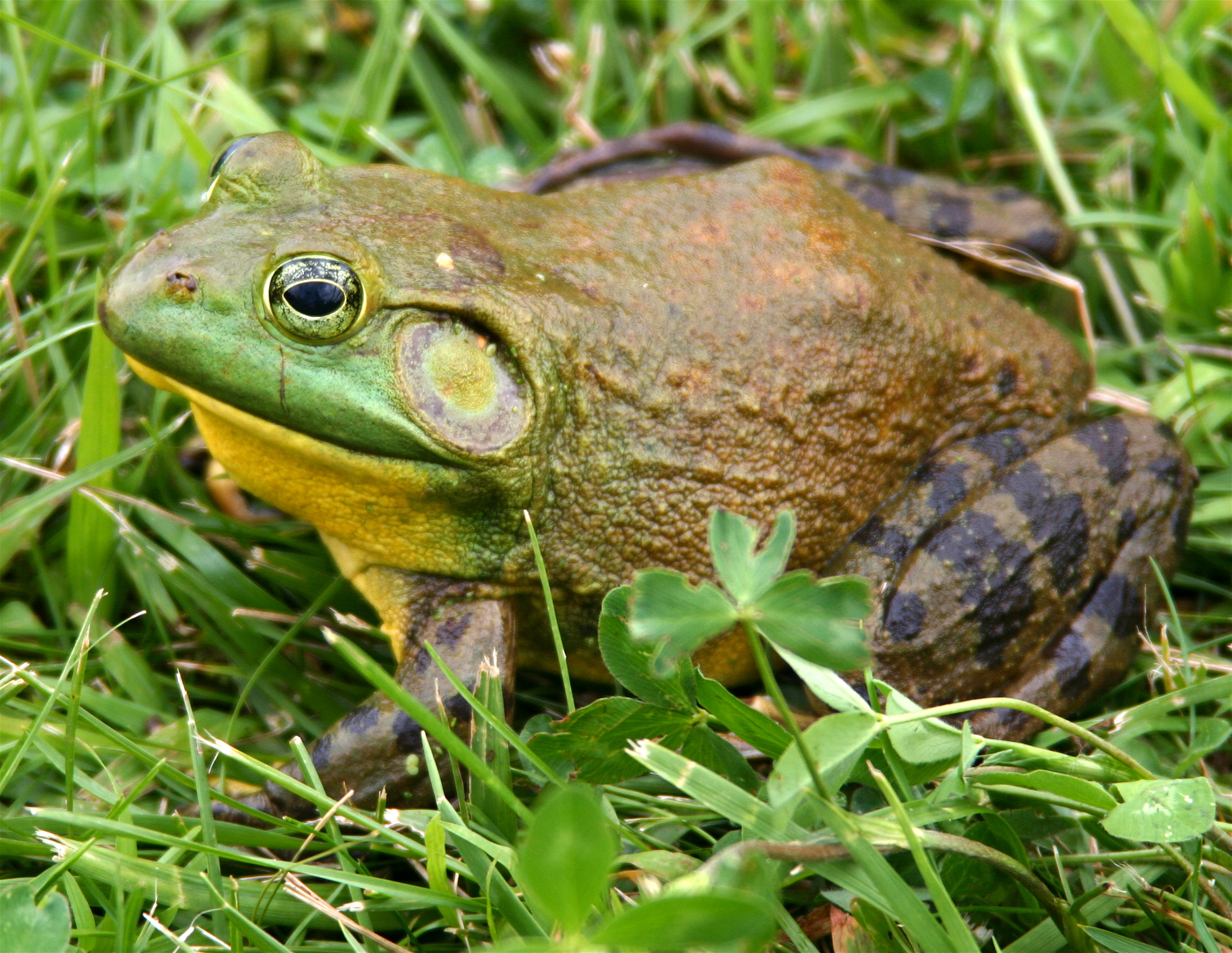
La rana toro americana (Rana catesbeiana) es un ejemplo representativo de una especie eurioica.

Desde el punto de vista de la amplitud de la valencia ecológica, se distinguen dos tipos de especies diferentes: las eurioicas y las estenoicas.
- Especies eurioicas: aquellas que se caracterizan por ser poco exigentes respecto a los valores alcanzados por un determinado factor, o lo que es lo mismo, sus valencias ecológicas registran una gran amplitud. A pesar de esto, el número máximo de individuos no acostumbra ser muy elevado. Las especies eurioicas suelen ser r estrategas (individuos con un potencial biótico elevado, que tienen muchas crías que no reciben cuidados), y consecuentemente, son generalistas.

- Especies estenoicas: aquellas que son muy exigentes respecto a los valores alcanzados por un determinado factor, o lo que es lo mismo, sus límites de tolerancia son estrechos. Sin embargo, si se desarrollan bajo unas condiciones óptimas, el número de individuos puede llegar a ser elevado. Las especies estenoicas suelen ser K estrategas (individuos con una tasa de natalidad baja, que le proporcionan a sus crías unos cuidados hasta alcanzar la edad adulta), y como consecuencia, son especialistas.

Dado que la valencia ecológica puede ser diferente para distintos parámetros, se distinguen especies estenotermas y euritermas (exigentes y tolerantes respecto a la temperatura), estenohalinas y eurihalinas (exigentes y tolerantes respecto a la salinidad), etc.